# Saint-Christol (Vaucluse)
Saint-Christol – miejscowość i gmina we Francji, w regionie Prowansja-Alpy-Lazurowe Wybrzeże, w departamencie Vaucluse.
Według danych na rok 1990 gminę zamieszkiwało 636 osób, a gęstość zaludnienia wynosiła 14 osób/km² (wśród 963 gmin regionu Prowansja-Alpy-W. Lazurowe Saint-Christol plasuje się na 447. miejscu pod względem liczby ludności, natomiast pod względem powierzchni na miejscu 165.).